# Lizzie Brocheré
Lizzie Brocheré (Parigi, 22 marzo 1985) è un'attrice francese.

## Biografia
Lizzie Brocheré è nata a Parigi, dove inizia la sua carriera di attrice nel 1995, all'età di 10 anni, nel film per la televisione Parents à mi-temps. Brocheré avrebbe continuato a svolgere una serie di piccoli ruoli in film e serie televisive, tra cui Relic Hunter, Les Enquêtes d'Éloïse Rome, Sauveur Giordano e Camping Paradis. Nel 2001 l'allora sedicenne Brocheré ha fatto il suo salto sul grande schermo, come Jeanne in Le Loup de la côte Ouest di Hugo Santiago. Il film è stato proiettato al Festival di Montreal ricevendo opinioni contrastanti.
L'anno dopo ottiene il ruolo di Eva nella serie televisiva Alex Santana, négociateur (2002-2007). Nel 2004 Brocheré interpreta il personaggio di Gladys nel film Un petit jeu sans conséquence di Bernard Rapp. Nel 2005 Brocheré interpreta il personaggio di Geneviève Blanchon con Bruno Cremer nella serie televisiva Il commissario Maigret. Nel 2006, ha recitato la parte di Cécile Chalonges nella serie televisiva franco-svizzera R.I.S. Police scientifique, un remake della serie televisiva italiana R.I.S. - Delitti imperfetti. Sempre nel 2006, Brocheré è protagonista del controverso Chacun sa nuit, diretto dai registi Pascal Arnold e Jean-Marc Barr, recitando (con diverse scene di nudo) la parte di Lucie, donna sensuale che dorme con il fratello (Arthur Dupont) e ispira violenti moti di gelosia nella sua fitta cerchia di amici bisessuali. Ha ottenuto una nomination come Best Newcomer nei César francesi.
Nel 2007 è stata premiata come miglior esordiente al Festival di Luchon per il suo ruolo nella commedia Bac + 70, nella quale forma un duo assieme a Pierre Mondy, interpretando sua nipote. Nel 2008 ottiene il ruolo principale nel film di Karin Albou Il canto delle spose, interpretando Myriam, una ragazza ebrea tunisina. Nel 2009 prende parte come personaggio secondario nel film Linear, diretto da Anton Corbijn. È stata premiata come migliore attrice al Film Saint Jean de Luz Festival. Nel 2010 ha recitato in un secondo film diretto da Jean-Marc Barr e Pascal Arnold dal titolo American Translation. Sempre nello stesso è nella serie Les Bleus, premiers pas dans la police, dove interpreta Elina Volkova. Nell'aprile del 2012, viene scelta per il ruolo di Grace Bertrand nella seconda stagione della serie televisiva American Horror Story, ideata dalle menti di Ryan Murphy e Brad Falchuk. Nel 2015 ottiene un ruolo ricorrente nella seconda stagione della serie televisiva The Strain, ideata da Guillermo del Toro e Chuck Hogan.

## Filmografia

### Cinema
- Le Loup de la côte Ouest, regia di Hugo Santiago (2002)
- Un petit jeu sans conséquence, regia di Bernard Rapp (2002)
- Chacun sa nuit, regia di Pascal Arnold e Jean-Marc Barr (2006)
- Il canto delle spose (Le chant des mariées), regia di Karin Albou (2008)
- Troppo amici (Tellement proches), regia di Olivier Nakache e Éric Toledano (2009)
- American Translation, regia di Pascal Arnold e Jean-Marc Barr (2010)
- Notte bianca (Nuit blanche), regia di Frédéric Jardin (2011)
- Full Contact, regia di David Verbeek (2015)
- The Ring 3 (Rings), regia di F. Javier Gutiérrez (2017)
- La belle époque, regia di Nicolas Bedos (2019)

### Televisione
- Joséphine, ange gardien – serie TV, episodio 5x02 (2001)
- Relic Hunter – serie TV, episodio 2x17 (2001)
- Alex Santana, négociateur – serie TV, 7 episodi (2002-2007)
- Les Enquêtes d'Éloïse Rome – serie TV, episodio 2x06 (2002)
- Sauveur Giordano – serie TV, episodio 1x09 (2005)
- Il commissario Maigret (Maigret) – serie TV, episodio 1x54 (2005)
- R.I.S. Police scientifique – serie TV, 14 episodi (2006-2011)
- Bac + 70, regia di Laurent Levy – film TV (2007)
- Camping Paradis – serie TV, episodio 1x02 (2008)
- Les Bleus, premiers pas dans la police – serie TV, 6 episodi (2010)
- American Horror Story – serie TV, 11 episodi (2012-2013)
- Braquo – serie TV, 8 episodi (2014)
- Mary Higgins Clark: Due piccole ragazze in blu (Deux Petites Filles en Bleu) - film TV (2014)
- The Strain – serie TV, 9 episodi (2015)
- Versailles – serie TV, 16 episodi (2015-2017)
- Falling Water – serie TV, 20 episodi (2016-2018)
- Mirage – serie TV, episodio 1x01 (2020)
- American Gigolo – serie TV, 8 episodi (2022)
- War of the Worlds – serie TV, 8 episodi (2022)

## Doppiatrici italiane
Nelle versioni in italiano delle opere in cui ha recitato, Lizzie Brocheré è stata doppiata da:
- Alessia Amendola in Il canto delle spose, Troppo amici
- Valentina Mari in American Horror Story, American Gigolo
- Letizia Scifoni in The Strain
- Chiara Gioncardi in Versailles
- Federica De Bortoli in Falling Water
- Gianna Gesualdo ne La bella époque